# Mezquita de Nur-Astaná
La Mezquita de Nur-Astaná (en kazajo: Нұр-Астана мешіті, Nur-Astana meşiti), es una mezquita situada en la ciudad de Astaná, capital de Kazajistán. Es la mezquita más grande de Kazajistán y la más grande de Asia Central. Su altura, de 40 metros, simboliza la edad del profeta Mahoma cuando según la tradición recibió las revelaciones, y la altura de los minaretes de 63 metros la edad de Mahoma cuando se cree murió.
La mezquita está situada en la margen izquierda del río Ishim, en la ciudad de Astaná. La construcción comenzó en marzo de 2005. La mezquita fue un regalo de conformidad con el acuerdo del Presidente de Kazajistán, Nursultán Nazarbáyev, y el emir de Catar, Hamad bin Khalifa. Tiene capacidad para 5.000 fieles dentro de la mezquita, y para 2.000 fieles en el exterior. La estructura está hecha de vidrio, hormigón, granito y acero.